# الشبكة الدولية لحماية المستهلك وإنفاذ القانون
الشبكة الدولية لحماية المستهلك وإنفاذ القانون، سابقًا شبكة مراقبة الأسواق الدولية، هي شبكة عالمية مكونة من سلطات حماية المستهلك التي تشارك في حل النزاعات وتشجيع التعاون بين الوكلات المعنية بإنفاذ القانون فيما يتعلق بالنزاعات الناشئة عن التجارة عبر الحدود الدولية. العديد من الأعضاء هم أيضًا أعضاء في منظمة التعاون الاقتصادي والتنمية.

## التاريخ
قام المفوضون من أستراليا والنمسا وبلجيكا وكندا والدنمارك وفرنسا وفنلندا وألمانيا وهولندا والمجر وأيرلندا واليابان ونيوزيلندا والنرويج والبرتغال وإسبانيا والسويد وسويسرا والمملكة المتحدة والولايات المتحدة بتأسيس الشبكة عام 1992، بمشاركة ممثلين من منظمة التعاون الاقتصادي والتنمية والاتحاد الأوروبي. انضمت كل من اليونان وإيطاليا ولوكسمبورج إلى الشبكة في وقت لاحق من ذلك العام. يتضمن شركاء الشبكة الدولية لحماية المستهلك وإنفاذ القانون منظمات من أنغولا، سورينام، بيرو (2013) ، كينيا وكوسوفو (2014).